# Séptimo Doctor
El Séptimo Doctor es la séptima encarnación del protagonista de la longeva serie británica de ciencia ficción de la BBC Doctor Who. Fue interpretado por el actor Sylvester McCoy.
En la narrativa de la serie, el Doctor es un alienígena de siglos de edad de la raza de los Señores del Tiempo del planeta Gallifrey que viaja en el tiempo y el espacio en su TARDIS, frecuentemente con acompañantes. Cuando el Doctor es herido mortalmente, puede regenerar su cuerpo; al hacerlo, cambia su apariencia física y su personalidad. McCoy interpreta a la séptima regeneración, un personaje caprichoso y pensativo que rápidamente se vuelve un personaje de doble capa, lleno de secretos y manipulador. Su primera acompañante fue Mel Bush (Bonnie Langford), una programadora informática que ya viajaba con el Sexto Doctor, y que es pronto sucedida por la adolescente problemática y experta en explosivos Ace (Sophie Aldred), que se convierte en su protegida.
El Séptimo Doctor apareció por primera vez en 1987. Después de que cancelaran el programa a finales de 1989, las aventuras del Séptimo Doctor continuaron en las novelas hasta finales de los noventa. El Séptimo Doctor aparecería al principio de la película de 1996 antes de que el personaje se regenerara en el Octavo Doctor.

## Visión de conjunto
En su primera temporada, el Séptimo Doctor empezó como un personaje cómico, que solía utilizar frases hechas modificadas a su gusto según la ocasión, y hacía música con cucharas, y comedia visual, pero después comenzó a desarrollar una naturaleza más oscura, lanzando la pregunta de quién es el Doctor en realidad. La era del Séptimo Doctor es famosa por la cancelación de la serie después de 26 años. También es famosa por la colección de Virgin New Adventures, una serie de novelas originales publicadas entre 1992 y 1997 que seguían la historia de la serie de televisión. En 1990, los lectores de Doctor Who Magazine votaron al Doctor de McCoy como el "Mejor Doctor", derrotando al favorito permanente, Tom Baker.
La última aparición del Séptimo Doctor en televisión fue en la película para televisión de 1996, donde se regeneró en el Octavo Doctor, interpretado por Paul McGann. Pudo verse un dibujo suyo en el diario de John Smith en el episodio de 2007 de la nueva serie Human Nature. Extractos holográficos del Séptimo Doctor aparecen en The Next Doctor y The Eleventh Hour.

## Biografía
Cuando la TARDIS fue atacada por la Rani, el Sexto Doctor fue herido y forzado a regenerarse. Tras un breve periodo de confusión y post-regenerativa y amnesia (inducida químicamente por la Rani), el Séptimo Doctor frustró los planes de la Rani y se reunió con su acompañante Mel para vivir aventuras en un bloque de torres y en un campamento de verano en el Gales de los años cincuenta.
En el planeta Svartos, Mel decidió abandonar la compañía del Doctor por la del truhan intergaláctico Sabalom Glitz. Además, en este tiempo, el Doctor se encontró con Ace, una adolescente perdida en el tiempo. Aunque no lo mencionó en este momento, el Doctor se dio cuenta al momento que un viejo enemigo de una aventura del pasado, la antigua entidad conocida como Fenric, era la responsable de la tormenta temporal que transportó a Ace del Perivale de los años ochenta al Svartos del futuro lejano. Desde este punto, el Doctor se hizo más misterioso, y tomó a Ace bajo su cuidado, comenzando a enseñarla sobre el universo, todo mientras se ocupaba de la trama de Fenric. El Doctor comenzó a llevar una aproximación más intrigante y proactiva para derrotar al mal, usando el manipulador estelar gallifreyano llamado la Mano de Omega como parte de una trampa elaborada para los Daleks que provocó la destrucción de su planeta natal, Skaro. Poco después usó una táctica similar con otra reliquia de los Señores del Tiempo para destruir una flota de Cyberman. Orquestó la caída del gobierno opresivo de una colonia humana del futuro en una sola noche y se encontró a los Dioses de Ragnarok en un circo en el planeta Segonax, a quienes aparentemente se había enfrentado a lo largo del tiempo. Después, se reencontró con su viejo amigo, el Brigadier Lethbridge-Stewart mientras luchaba en la Tierra en una dimensión alternativa.
El Séptimo Doctor no reserva sus manipulaciones solo para sus rivales. Con la meta de ayudar a Ace a enfrentarse a su pasado, la llevó a una casa victoriana en un su pueblo natal de Perivale en 1883 que ella había quemado en 1983. Finalmente, el Doctor se enfrentó y derrotó a Fenric en una base naval británica durante la Segunda Guerra Mundial, revelando la labor de Fenric en la historia de Ace. El Doctor continuó actuando como el mentor de Ace devolviéndola a Perivale, sin embargo ella decidió seguir viajando con él. Las circunstancias posteriores a su partida con el Doctor no se vieron en televisión.
Acercándose el final de su encarnación, el Séptimo Doctor fue encargado con la tarea de transportar los restos de su viejo enemigo, el Amo, de Skaro a Gallifrey. Esto fue un tremendo error, ya que a pesar de tener una forma física limitada, el Amo fue capaz de tomar el control de la TARDIS del Doctor y la hizo aterrizar en San Francisco (California) en 1999, donde el Doctor fue disparado en medio de una riña entre bandas. Fue llevado al hospital, donde los cirujanos quitaron las balas, pero confundieron el latido de sus dos corazones con fibrilación; el intento de salvar su vida provocó por el contrario su muerte con un último grito de shock. Así pues, es el único Doctor que ha muerto (por error) a manos de una de sus propios acompañantes. Quizás por la anestesia, el Doctor no se regeneró inmediatamente tras morir, como en todas las ocasiones anteriores; finalmente lo hizo varias horas después, cuando estaba en la morgue del hospital.
En Time and the Rani el Séptimo Doctor da su edad justo después de regenerarse como de "exactamente" 953 años, indicando que han pasado para él dos siglos de tiempo desde que su cuarta encarnación reveló que tenía 759 en The Ribos Operation, y aproximadamente medio siglo desde Revelation of the Daleks cuando el Sexto Doctor dijo que tenía 900 años. La serie moderna sin embargo, contradice estos episodios estableciendo que el Noveno Doctor tiene 900 años en Aliens of London, el Décimo Doctor 906 en The End of Time, y el Undécimo Doctor 909 en The Impossible Astronaut.

## Personalidad
El Séptimo Doctor es el que tiene el más profundo cambio de personalidad que ningún otro, comenzando como alguien torpe (hasta el punto de ponerse a sí mismo en peligro, pero no al coste de sus intenciones benevolentes y su gran inteligencia) y evolucionó a un oscuro jugador cuyos planes para derrotar a sus adversarios, viejos y nuevos, se extendían a lo largo del espacio y el tiempo. Generalmente mostraba un aire afable, curioso, erudito, sencillo, exaltado y encantador. Sin embargo, cuando empezó a escoger sus batallas y mantener sus secretos - desde sus planes hasta su identidad misma - también empezó a mostrar un lado serio, contemplativo, reservado, pensativo y manipulador con aires de malicia y autoridad, dando la impresión constante de que siempre se guardaba algo más de lo que enseñaba.
Haciendo como de showman, el Doctor actuaría a veces como un bufón, usualmente prefiriendo manipular los acontecimientos entre bambalinas; más o menos como su segunda encarnación, estaba preparado para hacerse el tonto para engañar a sus enemigos para que le subestimaran y le dieran la victoria en bandeja de plata. Era un eficiente artista visual y desplegó un repertorio de trucos de magia, ilusionismo y escapismo como parte de sus planes. Aunque su tendencia más obviamente fantasiosa desapareció con el tiempo (sobre todo la de tocar las cucharas), mantuvo en su mente un cariño por los discursos idiosincrásicos que ocasionalmente se referían a literatura, lugares ordinarios e incluso comida y bebida. Era empático con sus amigos (e incluso con sus enemigos, como Helen A) y era algo melancólico a ratos (como durante la partida de Mel y antes de su decisión de erradicar a los Daleks) pero ahora con grandes cargas sobre sus hombros en el nombre de la protección del universo. Esto puede que le hiciera esconder sus verdaderas intenciones en el misterio y usar la prestidigitación a conveniencia, suprimiendo así sus cualidades ligeras para enfatizar las heroicas y oscuras.
Teniendo en cuenta la apariencia y la estatura del Séptimo Doctor, era sorprendentemente capaz de tomar control, tanto directa como indirectamente, de situaciones con extraños involucrados, usando su gran inteligencia para valorar y manipular los acontecimientos. Preocupado de la situación general, a veces se le escaparían los pequeños detalles, y sus planes (tanto los preparados como los improvisados) podían tener resultados y consecuencias fatales. Cuando actuaba para eliminar amenazas, solía ser con una maniobra despiadada, destructiva y definitiva. Tampoco dudaba en esconder la verdad a sus amigos y aliados y usarlos para completas sus estrategias y gambitos. 
Su tendencia a revelar solo la información que le interesaba a su acompañante Ace - así como a cualquiera alrededor de ellos - era utilizada tanto para la educación de ella como para sus aventuras, como si él fuera el único que debiera saber todas las respuestas y los otros debieran tomar sus propias conclusiones. En dos puntos, incluso abusó de la confianza de Ace, una para que madurara como persona, y otra para mantenerla con vida (en ambas ocasiones para liberarla de las malignas influencias que la habían perseguido durante su vida), mientras que en otra aventura mostró gran dificultad para admitir su conocimiento avanzado de la gravedad de la situación de Ace cuando finalmente esta se enfrentó a él. A pesar de su inmenso cariño hacia ella, y el de ella hacia él, solía frustrarla con su naturaleza reservada y su comportamiento alienígena, y la gran importancia de sus objetivos (especialmente el de destruir a sus enemigos del pasado) y su fuerte deseo de educarla y protegerla le llevarían a mantenerla en la retaguardia, y a veces incluso usaría los sentimientos de ella hacia él para tener éxito en sus batallas. Afortunadamente, su lazo cercano y casi familiar ayudó a Ace a superar los sentimientos de traición que sentía a veces hacia el Doctor, particularmente porque él realmente hacía lo que era lo mejor por ella. De hecho, cuando comenzó a usar su figura de hacer trucos de magia y prestidigitación, el Séptimo Doctor estaba siendo en realidad muy poderoso y calculador, ya que usaría a sus amigos y a sus enemigos por igual como piezas en su intrincado juego de ajedrez contra el mal. Como la propia Ace dijo, él era "verdaderamente taimado".
En contraste directo con su tercera encarnación, este Doctor estaba radicalmente en contra de la violencia de cualquier clase (como se vio en historias como Battlefield, donde detiene una batalla simplemente ordenando a los guerreros que se detengan) y estaba totalmente en contra del uso de armas de fuego (llegando a convencer a un soldado de que no le ejecutara en The Happiness Patrol enfatizando la facilidad de matar contra la enormidad de quitar una vida), aunque también fue capaz de dejar inconsciente a un hombre solo con un toque (Battlefield, Survival). Manteniendo su costumbre ya establecida, usaría artefactos de su invención cuando fuera necesario, pero nunca como movimiento final. En su lugar, casi siempre lograba mover a sus enemigos a la rendición, e incluso al suicidio - el ejemplo más recordado quizás es en Remembrance of the Daleks, donde se burla del aparentemente último Dalek de la existencia hasta que finalmente se autodestruye). Con todo es bastante irónico que el que a ratos fue el Doctor más oscuro de todos, no usara directamente la fuerza física para sus propósitos, aunque pareciera tener todo el peso del universo sobre sus hombros más habitualmente que cualquier otro Doctor.

### Apariencia y rasgos personales
El vestuario del Doctor en esta encarnación era más calmado que el de su encarnación anterior, pero tan idiosincrásico como el de cualquier otra. Consistía en una chaqueta blanca de estilo safari con una bufanda de cachemir bajo las solapas y un pañuelo a juego en el bolsillo izquierdo, un reloj de bolsillo en la solapa derecha, una camisa blanca lisa, una corbata de cachemir roja, un jersey amarillo adornado con signos de interrogación rojos y líneas azules y verdes en zigzag, pantalones de tweed a cuadros de color arena, zapatos blancos o marrones, un sombrero panamá de color blanco con una banda de cachemir y las alas hacia arriba, y un paraguas con el mango rojo en forma de signo de interrogación. Como la ropa de los tres otros Doctores durante la era de John Nathan-Turner, los signos de interrogación en el vestuario del Doctor continuaron como el motivo que había sido introducido en la última temporada del Cuarto Doctor y que concluyeron con la regeneración de este Séptimo Doctor.
Aunque era un vestuario muy informal que reflejaba la personalidad ligera inicial del Séptimo Doctor, tomó un nuevo aire cuando se hizo más misterioso y oscuro, con la chaqueta, sombrero, pañuelo, bufanda y corbata cambiando a colores más oscuros, ahora en tonos de borgoña y marrón. En las novelas de New Adventures, las imágenes del Doctor en la portada solían omitir el jersey y al final le mostraron con un simple traje de color crema. En un extra de un DVD (Light In Dark Places) para Ghost Light, cuando se le llama la atención sobre la elección de actuar en la mayor parte del serial sin el sombrero ni el paraguas, Sylvester McCoy expresó cierto desdén por los complementos, diciendo que interferían con el ambiente de la historia. El cambio de colores hicieron al Séptimo Doctor el único que alteró significativamente su vestuario bajo el periodo de Nathan-Turner; los cambios al vestuario de las tres encarnaciones anteriores solían ser más sutiles y se notaban menos. El atuendo del Séptimo Doctor ya vio varias revisiones durante su primera temporada, incluyendo inicialmente una bufanda de tartán roja y negra y tirantes rojos, junto con un mango de bambú para el paraguas.
En la película de 1996, el vestuario del Doctor volvió a cambiar, con un regreso a la chaqueta clara, ahora de tweed marrón claro. Se marcharon los complementos con signos de interrogación, reemplazados por un chaleco rojo con una trama marrón y negra en zigzag. Sin embargo, el Doctor retuvo el sombrero Panama.
Al Doctor le encantaba usar su sombrero, el paraguas y la llave de la TARDIS entre otros objetos, como accesorios, normalmente para llamar la atención, mientras que el paraguas también lo usaba para desarmar enemigos (Paradise Towers, Battlefield, Ghost Light, Survival). Como muchas de sus encarnaciones anteriores, el Séptimo tenía muchos objetos variados en sus bolsillos, incluyendo dispositivos tecnológicos y libros. Rompiendo con su pasade, sin embargo, hablaba con un acento escocés alargando las erres, a diferencia de sus encarnaciones anteriores, que todas usaban pronunciación recibida.
Este Doctor también muestra características extrañas y alienígenas en la percepción de sus sentidos, ya que huele una manzana y escucha al queso en Survival, y escucha a una manzana brevemente en Delta and the Bannermen. También mostró varias veces un talento para la hipnosis que parecía ser mucho más fuerte que el de encarnaciones anteriores (Battlefield). The Greatest Show in the Galaxy le muestra como un eficiente animador, realizando una gran variedad de trucos de magia. En Ghost Light, revela que las cosas que le molestan son las tostadas quemadas, las estaciones de autobuses, el amor no correspondido, la tiranía y la crueldad.

## Estilo de historias
En la temporada 24, el Séptimo Doctor comenzó con historias ligeras como Delta and the Bannermen claramente dirigidas a una audiencia más joven. Sin embargo, en las dos últimas temporadas con Andrew Cartmel como editor de guiones, las historias comenzaron a explorar la verdadera naturaleza del Doctor, dando pistas de los secretos oscuros de su pasado. En Silver Nemesis, Lady Peinforte da indicios de que sabe el secreto de que el Doctor es más que un Señor del Tiempo normal (escenas eliminadas en Remembrance of the Daleks y Survival también hacían mención a esto). En Remembrance, el Doctor usa "nosotros" cuando se refiere a los experimentos gallifreyanos más antiguos de los viajes en el tiempo. Ace también se convirtió en la protagonista de un arco argumental que comenzó con su presentación y se desarrolló a lo largo de la temporada 26.
Con la cancelación de la serie, esto nunca llegó a desarrollarse en televisión, pero algunas de estas historias se vieron en las novelas de Virgin New Adventures. La novela Lungbarrow de Marc Platt es normalmente considerada la conclusión del "Plan Maestro de Cartmel". En la novela, se revela que el Doctor es la reencarnación de "el Otro", una figura oscura de la época de Rassilon y Omega del antiguo Gallifrey. Lungbarrow estaba preparada para formar parte de la temporada 26, pero el productor John Nathan-Turner pensó que revelaba demasiado de los orígenes del Doctor, y se rediseñó como Ghost Light en su lugar.
Según McCoy y el editor de guiones Andrew Cartmell, unas cuantas de las historias del Séptimo Doctor tenían como intención satirizar o protestar contra el gobierno de la entonces primera ministra Margaret Thatcher. McCoy dijo al Sunday Times en 2010 que "la idea de traer la política a Doctor Who era deliberada, pero teníamos que hacerlo muy sigilosamente, y desde luego no publicarlo... Eramos un grupo de gente motivada políticamente y parecía que era lo correcto. En esa época Doctor Who usó la sátira para dejar mensajes políticos de la misma forma que lo hacían en sitios como Checoslovaquia. Nuestro sentimiento era que Margaret Thatcher era mucho más terrible que cualquier monstruo con el que Doctor Who se hubiera encontrado. Aquellos que querían ver el mensaje, lo veían; otros, incluyendo un productor, no lo hicieron". Una historia mencionada como anti-Thatcher era The Happiness Patrol en la que la tiránica Helen A prohibió la infelicidad y remarcó "Me gusta vuestra iniciativa, vuestra empresa" mientras su policía secreta rodeaba a los disidentes. El Doctor persuadía a "los drones", que trabajaban en las fábricas y las minas, para que dejaran las herramientas y se levantaran en rebeldía, un eco de las huelgas de mineros y las disputas de las imprentas duranto los dos primeros mandatos de Thatcher. El editor de guiones Andrew Cartmell pidió a varios "jóvenes guionistas enfadados" como Ben Aaronovitch y Rona Munro que produjeran historias que creyeran que pudieran fomentar la disidencia anti-Thatcher.

## Otras apariciones

### Televisión
El Séptimo Doctor y Ace aparecieron dos veces en televisión en el plazo desde la cancelación de Doctor Who y la película de 1996. La primera en 1990, en un episodio especial del programa educativo de BBC2 Search Out Science. En este episodio, el Doctor era el presentador de un concurso de preguntas y respuestas, haciendo preguntas de astronomía, y Ace, K-9 y "Cedric, del planeta Glurk" eran los concursantes. El Séptimo Doctor aparecería en el especial benéfico de 1993 Dimensions in Time. Ninguna de estas dos apariciones son generalmente consideradas canónicas. Un dibujo del Séptimo Doctor aparece brevemente en la historia del Décimo Doctor Human Nature, en el libro de John Smith "Diario de cosas imposibles", y extractos suyos aparecen brevemente en The Next Doctor y The Eleventh Hour.

### Audio y novelas
El Séptimo Doctor ha aparecido en docenas de audiodramas. Tras el fin de la serie, las aventuras de Doctor Who continuaron en las Virgin New Adventures. El Séptimo Doctor fue protagonista de 60 de ellas entre 1991 y 1997. También apareció en las BBC Past Doctor Novels.